# Z (слово латинице)
Z је двадесетшесто слово енглеског алфабета, двадесетдевето слово српске латинице и ознака за трећу непознату у математици (уз X и Y). Слово Z означава атомски број у хемији.

## Историја
Слово Z је почело као фенички Zajn и грчко Zeta, да би се кроз векове развило у Z какво данас познајемо.
| Прото семитска | Феничко | Грчко | Етрушћанско | Римско курзив | Римско |
| -------------- | ------- | ----- | ----------- | ------------- | ------ |
| Прото семитска | Феничко | Грчко | Етрушћанско | Римско курзив | Римско |

| Велико писано | Брајева абецеда  |
| ------------- | ---------------- |
| Велико писано | Језик глувонемих Z|

## Погледај остало
| Слова латиничке абецеде | Слова латиничке абецеде | Слова латиничке абецеде | Слова латиничке абецеде | Слова латиничке абецеде | Слова латиничке абецеде | Слова латиничке абецеде | Слова латиничке абецеде | Слова латиничке абецеде | Слова латиничке абецеде | Слова латиничке абецеде | Слова латиничке абецеде | Слова латиничке абецеде | Слова латиничке абецеде | Слова латиничке абецеде | Слова латиничке абецеде |
| ----------------------- | ----------------------- | ----------------------- | ----------------------- | ----------------------- | ----------------------- | ----------------------- | ----------------------- | ----------------------- | ----------------------- | ----------------------- | ----------------------- | ----------------------- | ----------------------- | ----------------------- | ----------------------- |
| A                       | B                       | C                       | D                       | E                       | F                       | G                       | H                       | I                       | J                       | K                       | L                       | M                       | N                       | O                       | P                       |
| Q                       | R                       | S                       | T                       | U                       | V                       | W                       | X                       | Y                       | Z                       |                         |                         |                         |                         |                         |                         |

| Слова српске латиничке абецеде | Слова српске латиничке абецеде | Слова српске латиничке абецеде | Слова српске латиничке абецеде | Слова српске латиничке абецеде | Слова српске латиничке абецеде | Слова српске латиничке абецеде | Слова српске латиничке абецеде | Слова српске латиничке абецеде | Слова српске латиничке абецеде | Слова српске латиничке абецеде | Слова српске латиничке абецеде | Слова српске латиничке абецеде | Слова српске латиничке абецеде | Слова српске латиничке абецеде |
| ------------------------------ | ------------------------------ | ------------------------------ | ------------------------------ | ------------------------------ | ------------------------------ | ------------------------------ | ------------------------------ | ------------------------------ | ------------------------------ | ------------------------------ | ------------------------------ | ------------------------------ | ------------------------------ | ------------------------------ |
| A                              | B                              | C                              | Č                              | Ć                              | D                              | DŽ                             | Đ                              | E                              | F                              | G                              | H                              | I                              | J                              | K                              |
| L                              | LJ                             | M                              | N                              | Nj                             | O                              | P                              | R                              | S                              | Š                              | T                              | U                              | V                              | Z                              | Ž                              |